# Обстріли Есманської селищної громади
Обстріли Есманьської селищної громади — серія обстрілів та авіаударів російськими військами території та населених пунктів Есманьської селищної територіальної громади Шосткинського (колишнього Глухівського району) Сумської області в ході повномасштабного російського вторгнення в Україну.
Наказом Міністерства з питань реінтеграції тимчасово окупованих територій України територія громади з 24 травня 2022 року була внесена до оновленого переліку територій України, де тривають бойові дії, або які перебувають в окупації російських військ. Жителям громади, зареєстрованим як внутрішньо переміщені особи (ВПО), здійснюватимуться виплати.

## 2022

### 26 квітня
26 квітня з території Росії було обстріляно один з населених пунктів Есманьської громади. За словами глави сумської ОВА Дмитра Живицького, практично вся лінія українсько-російського державного кордону обстрілюється з тяжкої артилерії та мінометів. Російські провокації останнім часом відбуваються все частіше… від Бачівська до Білопілля. …Але ми готові дати відсіч у разі погіршення ситуації, — підкреслив він у відеозверненні.

### 27 квітня
Близько 22:00 з боку російського села Троєбортне Севського району Брянської області російська армія провокаційно обстріляла з мінометів територію Есманьської громади. За півгодини відбулося понад півсотні «прильотів» по селу Бачівськ. Втрати уточнюються.

### 29 квітня
У районі пункту пропуску «Бачівськ» відбувся обстріл з гвинтокрила РФ. Ніхто не постраждав.
|  | "З того боку вони (ред. військові РФ) окопуються. Я так розумію, що є побоювання, коли на сході України ситуація буде змінюватися на нашу користь, можливо, вони бояться якогось наступу з боку України і ведуть роботи зі своєї території", — зазначив ввечері 29 квітня в ефірі телеканалу "Рада" голова Сумської ОВА Дмитро Живицький. |

### 4 травня
Близько 3 години ночі з 3 на 4 травня росіянами було обстріляне село Уланове Есманьської громади. Військові РФ гатили по населеному пункту, як з гелікоптера, так і «Градами» з землі. Дві керовані ракети класу «повітря-земля» влучили в навчально-виховний комплекс, ще два влучання були в склад сільськогосподарського підприємства, де зберігалось добриво, — розповів Суспільному староста Уланівського старостинського округу Геннадій Конюхов. Обидва обстріли були здійснені майже одночасно на ділянці відділу прикордонної служби Сумського прикордонного загону. У результаті обстрілу місцевого навчально-виховного комплексу ніхто з людей не постраждав. Хоча самому закладу було завдано серйозних руйнувань. Прямі влучання були між першим і другим поверхами, зруйновані стіні, сходи, вщент розбито бібліотеку та кабінет інформатики з сучасним комп'ютерним обладнанням. Пошкоджено близько 560 квадратних метрів даху.
«Повністю зруйновано другий поверх одного крила приміщення, кабінет інформатики повністю знищено. Майже всі вікна, двері в школі повибивані, стіни порушені, дах пошкоджено, вхід на другий поверх частково завалений, залишився неушкодженим один єдиний клас», — повідомила директорка Уланівського НВК Тетяна Мінакова. За фактом обстрілу військовими з території РФ школи в Есманьській громаді прокуратура розпочала кримінальне провадження. Того ж дня приміщення НВК обстежили представники національної поліції, МНС та інженери. Наступного дня силами працівників, а також учнів та випускників навчально-виховного комплексу були прибрані завали, а з 6 травня розпочалася робота з обтягування вікон плівкою.
Близько 20 години вечора 4 травня російські військові майже 20 разів обстріляли територію поблизу села Сопич. Також за інформацією голови Сумської військової адміністрації Дмитра Живицького 18 мінометних прильотів зафіксовано на околицях Бачівська та Товстодубове в Есманській громаді. Постраждалих людей внаслідок обстрілів не було.

### 13 травня
Із території Російської Федерації ворог увечері 13 травня обстріляв некерованими авіаційними ракетами околицю села Товстодубове колишньої Бачівської сільської ради, повідомили в Державній прикордонній службі України. Військовослужбовці ДПСУ зафіксували 5 розривів. Після обстеження місця влучання прикордонники з'ясували, що вогонь вівся некерованими авіаційними ракетами. Їх фрагменти виявили на землі. Постраждалих внаслідок обстрілу не було.

### 17 травня
Близько 8:45 17 травня за інформацією ОК «Північ» росіяни здійснили 5 влучань в районі селища Есмані. Пізніше, о 10:10 українські прикордонники зафіксували 6 вибухів в районі села Сопич Есманьської громади.

### 19 травня
За оперативною інформацією від Генерального штабу ЗСУ, станом на 18:00 19 травня, російські військові обстріляли з артилерії та мінометів прикордонні населені пункти Есмань та Сопич.

### 21 травня
Близько 8 ранку російські військові відкривали вогонь з артилерії з території РФ. Стріляли по Есманьській громаді Шосткинського району. За інформацією голови Сумської ОВА Дмитра Живицького втрат не було. В оперативному командуванні «Північ» повідомили, що спостерігачі зафіксували 6 обстрілів в бік населеного пункту Кучерівка з території Росії. Втрат серед особового складу та техніки не було.
Після обіду село Кучерівку обстріляли вдруге за день. За інформацією Державної прикордонної служби України було зафіксовано мінометні обстріли у напрямку села.

### 24 травня
За інформацією оперативного командування «Північ» близько 17:15 24 травня було зафіксовано 8 вибухів (ймовірно, з міномету) в районі населеного пункту Товстодубове. Втрат серед особового складу та техніки не було. Про втрати, поранення серед місцевого населення чи пошкодження цивільної інфраструктури інформація також не надходила. За даними Генштабу ЗСУ, на Сіверському напрямку Росія продовжує вживати заходів з прикриття ділянки українсько-російського кордону та обладнання опорних пунктів на території Брянської області.

### 26 травня
У ніч з 25 на 26 травня, за інформацією Генерального штабу ЗСУ, військові РФ обстріляли з мінометів калібру 120-мм та ствольної артилерії околиці села Бачівськ.

### 28 травня
У ніч з 27 на 28 травня, зі своєї території, за інформацією голови Сумської ОВА Дмитра Живицького, росіяни вели артобстріл Есманської громади. Близько 30 разів вони били по околицях села Бачівська.
Вдруге за добу росіяни почали стріляти після 12:00. Як повідомили у Держприкордонслужбі України було випущено 5 мінометних мін з боку російського села Троєбортне по прикордонній території Шосткинського району.

### 29 травня
Близько 13:00 було зафіксовано 5 вибухів в районі Бачівська, — повідомили в оперативному командуванні «Північ».

### 30-31 травня
Близько півночі у ніч з 30 на 31 травня, за інформацією голови Сумської ОВА Дмитра Живицького, військові РФ випустили дві ракети по території Есманьської громади. Ракети були випущені з літака, який не перетинав кордон України.
Потім, з 9:10 до 9:15 ранку 31 травня було зафіксовано близько 8 вибухів у напрямку села Фотовиж Есманської громади. Обстріл здійснювався з території РФ, проінформувало ОК «Північ».

### 3 червня
У ніч з 2 на 3 червня ворог обстріляв район села Бачівськ, повідомили в Генеральному штабі ЗСУ.

### 8 червня
Починаючи з 11:30 в напрямку села Сопич вівся мінометний обстріл з території Росії. Спостерігачі, за інформацією ОК «Північ», зафіксували 10 влучань. Втрат серед особового складу та техніки не було. Близько 12 години дня обстрілом зі сторони Росії ворог зруйнував приміщення Держприкордонслужби, повідомили в ДПСУ. Його відкрили у 2015 році для тримання незаконних мігрантів, але під час війни не використовувалося. Обстріл вівся з боку російського пункту пропуску «Троєбортне».

### 10 червня
Близько 11.00 10 червня 1️0 російських боєприпасів, випущених з боку російського села Поповка Курської області (поряд з Есманьською громадою), розірвалися у Шосткинському районі, повідомив у своєму Telegram голова ОВА Дмитро Живицький

### 13 червня
Близько 05:40 за інформацією ОК «Північ» на напрямку Бачівська армією РФ тричі вівся мінометний обстріл. Зафіксовано 8 потраплянь. Втрат серед особового складу та техніки не було. Після 7 ранку було ще близько 30 вибухів. Попередньо постраждалих та руйнувань не було, повідомив голова Сумської ОВА Дмитро Живицький. За інформацією ДПСУ, важкокаліберним озброєнням росіяни стріляли з російського села Поповка. В обід російські військові знову обстріляли з мінометів Есманську громаду, було приблизно 14 вибухів, повідомили в Сумській ОВА.

### 14 червня
У ніч з 13 на 14 червня відбувся мінометний обстріл Зноб-Новгородської громади. Вогонь вели з САУ та мінометів, було зафіксовано 11 вибухів. Попередньо, пошкодили 1 об'єкт цивільної інфраструктури — повідомили в Сумській ОВА. На ранок о 05:30 ранку російські військові розпочали артобстріл громади з реактивних систем залпового вогню та САУ

### 15 червня
Близько 7 години ранку армія РФ, за повідомленням Генштабу ЗСУ обстріляла цивільну інфраструктуру в районах населених пунктів Сопич, Баранівка, Уланове та Бачівськ Сумської області. Після 14 години також тривали поодинокі постріли по Есманьській громаді.

### 22 червня
У ніч з 21 на 22 червня армія РФ обстрілювала з мінометів Есманьську громаду, повідомив голова Сумської ОВА Дмитро Живицький. Жертв та руйнувань попередньо не було.

### 1 липня
Близько 7 години ранку було зафіксовано обстріл Есманьської громаді — 17 мінометних прильотів. Жертв та руйнувань не було.

### 2 липня
Після 14 години було зафіксовано 5 влучань з міномету по Есманьській громаді, повідомив голова Сумської ОВА Дмитро Живицький. Жертв та руйнувань не було.
За інформаціє Генерального штабу ЗСУ російські війська обстріляли села Студенок, Бачівськ та Товстодубове. За інформацією Поліції Сумської області жертв та постраждалих, а також пошкоджень інфраструктури не було. За даними фактами відкрито кримінальні провадження за ст. 438 (порушення законів і звичаїв війни) Кримінального кодексу України.

### 3 липня
Згідно із зведенням Генерального штабу ЗСУ обстріляли із артилерії та мінометів район прикордонного села Вовківка.

### 4 липня
О 13:07 росіяни випустили дві ракети з гелікоптера по Есманьській територіальній громаді. Постраждало приміщення опорної загальноосвітньої школи, повідомили в оперативному командуванні «Північ». Як повідомили у військовій адміністрації Сумщини, четверо людей були поранені.

### 6 липня
Військові РФ у ніч з 5 на 6 липня обстрілювали позиції українських військ в районі селища Есмань та села Студенок. За повідомленням у ранковому зведенні Генерального штабу ЗСУ ворог восконалював інженерне обладнання передових позицій в прикордонних районах. За інформацією Національної поліції Сумської області постраждалих та пошкоджень інфраструктури не було. За даними фактами слідчі відкрили кримінальні провадження за ст. 438 ККУ «Порушення законів та звичаїв війни». Слідчі дії тривають.

### 7 липня
Увечері 7 липня околиці одного з прикордонних сіл були обстріляні росіянами зі ствольної артилерії. Зафіксовано 9 вибухів, повідомили в Державній прикордонній службі України.

### 9 липня
Ближче до першої години дня росіяни випустили 6 мін з мінометів по Есманьській громаді. А о другій годині були ще чотири влучання. Ближче до пів на третю — ще 7 мінометних приходів, повідомив голова Сумської ОВА Дмитро Живицький.

### 10 липня
Армія РФ, за інформацією Генерального штабу ЗСУ, застосовувала ствольну та реактивну артилерію для обстрілів району села Бачівська. Близько 14 години армія РФ знову відкрила мінометний вогонь по території Есманьської громади. Було зафіксовано 5 вибухів, повідомив голова Сумської ОВА Дмитро Живицький.

### 14 липня
Військові ЗС РФ надвечір обстрілювали територію громади із різних видів озброєння: кулеметні черги, реактивна та ствольна артилерія, використовували безпілотники. За інформацією голови Сумської ОВА Дмитра Живицького травмованих та руйнувань не було.

### 15 липня
О пів на восьму ранку 15 липня російські військові шість разів обстріляли з мінометів територію громади, повідомили в Сумській військовій адміністрації. Жертв та руйнувань не було.

### 16 липня
Після 9 ранку російські військові зі ствольної артилерії обстріляли Есманьську громаду: околиці селища Есмань, сіл Студенок та Білокопитове. З 10 до 11 ранку тривав ще один обстріл Есманьської громади зі ствольної артилерії: понад 15 пострілів, повідомив голова Сумської ОВА Дмитро Живицький. В обід з літака випустили чотири ракети класу "повітря-земля" з території Брянської області. Потім впродовж 40 хвилин обстрілювали з артилерії. Пошкоджені житлові будинки, вдруге (вперше 4 липня) була зруйнована місцева школа від влучання двох ракет. Одна з них влучила біля корпусів початкової школи та спортивної зали, а друга – в приміщення майстерень. Також цю інформацію підтвердили в ДПСУ та в Нацполіції Сумщини. За даними фактами у поліції відкрито кримінальні провадження за ст. 110 "Посягання на територіальну цілісність і недоторканність України" та ст. 438 "Порушення законів та звичаїв війни" Кримінального кодексу України. Від прильоту російської ракети на територію приватного обійстя Віктора Давиденка в селищі Есмань утворилася вирва глибиною близько 8 метрів. Діаметр воронки — близько 20 метрів. Маса землі, яку викинуло, провалила дах у сусіда пана Віктора. Його ж будинок вцілів більше, бо удар ґрунту на себе узяли фруктові дерева. Друга російська ракета, випущена з літака, влучила у двоповерховий житловий будинок. Найбільше дісталося квартирі на першому поверсі, де разом з дружиною живе Володимир Воєйко. Ракета прилетіла у підвал під кухню і не розірвалася, розповів чоловік.

### 18 липня
З 10:30 росіяни били по території Есманьської громади з мінометів, ствольної та реактивної артилерії, повідомив голова Сумської обласної військової адміністрації Дмитро Живицький.

### 19 липня
Територію громади за день обстрілювали кілька разів. Після 17.00 зафіксовано 13 вибухів. Ймовірно, вогонь відрили з САУ. Також обстріл продовжився після 19.00.

### 20 липня
Село Студенок Есманьської громади зранку обстріляли зі ствольної артилерії. Було зафіксовано 12 вибухів. Обстріл території громади повторився близько 12.00. Були пошкоджені церква та лінії електропередач. Також було пряме влучання в громадський туалет, повідомив Дмитро Живицький, голова Сумської ОВА. Опівдні було ще — 14, попередньо з САУ

### 21 липня
Після 23 години російські військові обстріляли з артилерії Есманьську громаду. За інформацією голови Сумської ОВА Дмитра Живицького, жертв та руйнувань не було.

### 23 грудня
По прикордонним селам Есманської громади окупанти вели артилерійський вогонь, зафіксовано 20 прильотів. Від снарядів постраждав сільський ФАП, там вилетіли всі шибки, пошкоджений дах.
Крім того, по громаді було випущено 12 кулеметних та 5 черг зі стрілецької зброї.

## 2023

### 4 лютого
З 21.35 з території рф було 7 кулеметних черг в напрямку одного із сіл громади. Ближче до півночі та після півночі росіяни били з мінометів − 4 прильоти.

### 5 лютого
Близько 9.00 ранку росіяни скинули на громаду 1 міну.

### 17 лютого
Зафіксовано 2 мінометні обстріли громади − всього 11 прильотів.

### 3 березня
Есманьська громада: о 13:35 з території РФ здійснено обстріл зі ствольної артилерії с. Кучерівка − 8 прильотів. Внаслідок обстрілу пошкоджено приватний житловий будинок. Також по території громади ворог стріляв з РСЗВ − 20 прильотів та міномету − ще 20 прильотів.

### 21 березня
По Есманьській громаді російські війська випустили десять мін.

### 25 березня
По громаді здійснено мінометний обстріл. Зафіксовано 4 прильоти.

### 22 квітня
По околиці одного із сіл громади росіяни били з артилерії (2 обстріли) – усього зафіксовано 9 влучань. Унаслідок першого обстрілу загорілося поле з кукурудзою.

### 13 липня
Зафіксовано 10 вибухів від мінометних обстрілів.

### 22 серпня
Хотінська та Есманьська громади потерпали від мінометного обстрілу.

### 3 вересня
По Есманській громаді противник вів обстріл з артилерії - пролунало дев'ять вибухів.

### 13 вересня
Російських обстрілів зазнали Великописарівська, Есманьська, Краснопільська, Юнаківська, Миколаївська. Хотінська, Середино-Будська, Новослобідська та Білопільська громади Сумської області.

### 17 вересня
В Есманьській громаді було зафіксовано атаку ворожого дрона-камікадзе "FPV.

### 10 жовтня
Есманьську громаду обстріляли з мінометів.

### 16 листопада
По Есманьській громаді теж здійснено мінометні обстріли, 6 вибухів.

### 22 листопада
"Протягом дня зафіксовано 17 обстрілів прикордонних територій та населених пунктів Сумської області. Зафіксовано 54 вибухи. Обстрілу зазнали Краснопільська, Юнаківська, Великописарівська, Білопільська, Новослобідська, Путивльська, Глухівська, Шалигинська, Знобсько-Новгородська, Есманьська, Середино-Будська громади", - зазначається в повідомленні Сумської ОВА. Зокрема, росіяни обстріляли з мінометів громади: Краснопільську (5 вибухів), Есманьську (18 вибухів), Середино-Будську (3 вибухи), Глухівську (1 вибух), Шалигинську (1 вибух), Новослобідську (1 вибух), Путивльську (6 мін), Зноб-Новгородську (5 вибухів).

### 2 грудня
За даними Сумської ОВА, росіяни обстріляли з мінометів громади: Великописарівську (22 вибухи), Краснопільську (14 вибухів), Середино-Будську (13 вибухів), Білопільську (11 вибухів), Есманьську (6 вибухів).

### 7 грудня
Російські окупанти обстріляли з мінометів громади: Краснопільську (11 вибухів), Есманьську (9 вибухів), Хотинську (4 вибухи), Великописарівську (6 вибухів) і Середино-Будську (2 міни).

### 11 грудня
Есманьську громаду військові РФ обстріляли з мінометів (п’ять вибухів) та стрілецької зброї.

### 30 грудня
По території громади був мінометний обстріл (4 вибухи) та артобстріли (13 вибухів).

## 2024

##### 1 січня

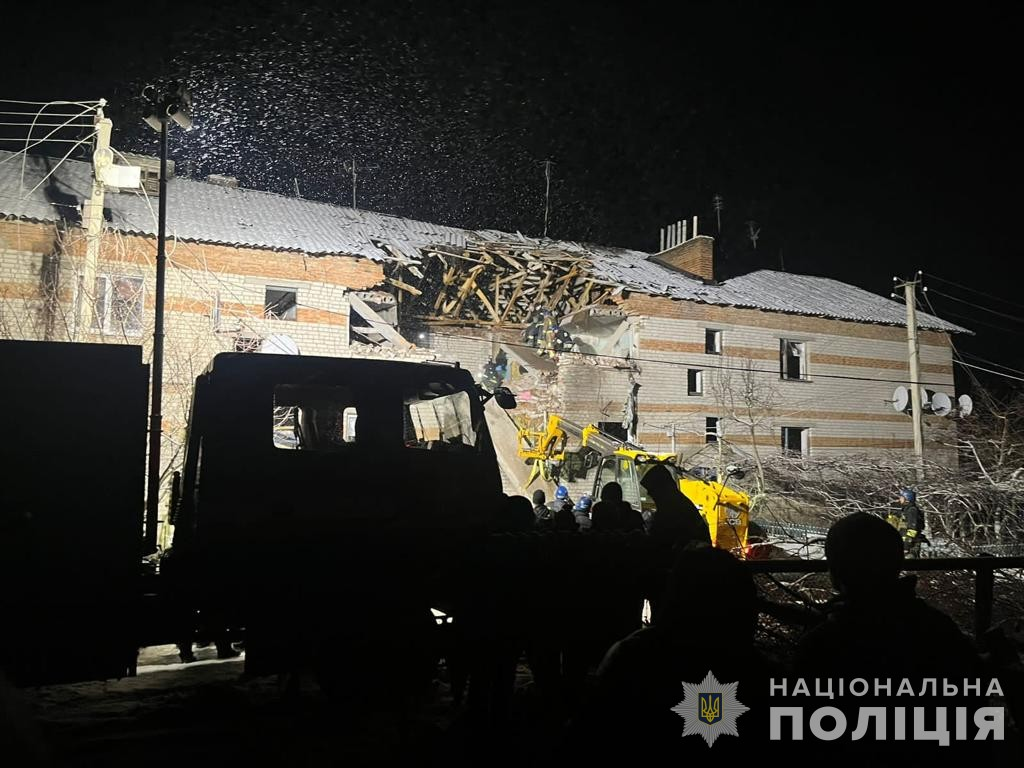
Зруйнований будинок в Есманській громаді

Близько 3-ї години дня був обстріляний дроном-камікадзе 2-поверховий житловий багатоквартирний будинок, внаслідок чого загинули 2 людини. З 1 січня 2024 року Шалигинська та Есманьська громади знову отримали статус територій, де ведуться бойові дії.

##### 9 січня
Внаслідок мінометних обстрілів  в Есманьській громаді зафіксовано сім вибухів.

##### 13 січня
В Есманьській громаді здійснено атаки FPV дронами (2 вибухи) і мінометні обстріли (13 вибухів).

##### 22 січня
На територію Есманьської громади армія РФ скинула 9 мін.

##### 24 січня
Армія РФ била з мінометів по території громади. Нараховано 2 вибухи.

##### 27 січня
На територію громади агресор скинув одну міну.

##### 30 січня
В Есманьській громаді зафіксовано обстріл БПЛА типу "дрон-камікадзе" (1 вибух) і мінометні обстріли (4 вибухи).

##### 31 січня
На територію громади ворог скинув 12 мін.

#### 14 лютого
По Есманьській громаді росіяни били з міномета (10 вибухів) і кулеметів.

#### 19 лютого
На територію громади ворог скинув 8 мін. Крім того, з літака здійснено пуск 6 ракет (орієнтовно НУРС) і артобстріл (6 вибухів).

#### 26 лютого
На Есманьську громаду армія РФ скинула 7 мін.

#### 27 лютого
Есманьська громада зазнала ударів зі стрілецької зброї.

#### 7 березня
В Есманьській громаді було здійснено пуски НАР із вертольота (10 вибухів).

#### 10 березня
Есманьська громада зазнала авіаудару РБК-500 (1 вибух) та артилерійського обстрілу (2 вибухи).

#### 13 березня
В Есманьській громаді зафіксовано удар дроном-камікадзе типу FPV (1 вибух).

#### 15 березня
П'ять мін скинули російські армійці на територію Есманьської громади Також був обстріл зі стрілецької зброї.

#### 16 березня
Мінометного обстрілу зазнала Есманьська громада (3 міни).

#### 17 березня
10 мін скинули російські військові на територію Есманьської громади.

#### 18 березня
Протягом дня росіяни здійснили 50 обстрілів прикордонних територій та населених пунктів Сумської області. Зафіксовано 214 вибухів. Обстрілу зазнали Миколаївська, Миропільська, Юнаківська, Хотінська, Білопільська, Краснопільська, Великописарівська, Конотопська, Шалигинська, Есманьська, Середино-Будська громади", - зазначено в повідомленні Сумської ОВА.
Війська РФ здійснювали обстріли з артилерії, мінометів, авіації, танків і дронів-камікадзе типу "FPV".

#### 20 березня
Ворог гатив по Дружбівській, Свеській та Есманьській громадах із мінометів.

#### 27 березня
Есманьська громада: здійснено ракетний обстріл з гелікоптера НАР (3 вибухи) та обстріл з мінометів (8 вибухів).

#### 28 березня
По Есманській громаді росіяни завдали ракетного обстрілу з вертольота НАР (6 вибухів).

#### 29 березня
По ️Есманьській громаді ворог вдарив із мінометів (4 вибухи) та здійснив обстріл БПЛА (FPV-дрон) (1 вибух).

#### 30 березня
Есманьська громада: ворог вдарив з РСЗВ (7 вибухів), мінометів (20 вибухів). Також був обстріл зі стрілецької зброї.

#### 1 квітня
Есманьська громада: ворог бив з мінометів (12 вибухів). Також були обстріли FPV-дронами (3 вибухи).

#### 2 квітня
По Есманьській громаді здійснено мінометні обстріли (25 вибухів).

#### 4 квітня
Ворог бив з мінометів (13 вибухів).

#### 8 квітня
21 міну скинули росіяни на територію громади. Також були артобстріл (5 вибухів), обстріл з РСЗВ (5 вибухів) та авіаційний удар касетним боєприпасом ШОАБ (1 вибух).

#### 9 квітня
14 мін скинули росіяни на територію громади.

#### 10 квітня
Здійснено мінометні обстріли (15 вибухів).

#### 11 квітня
Зафіксовано мінометні обстріли (17 вибухів) та артобстріли (15 вибухів).

#### 12 квітня
1 міну кинули росіяни на територію громади.

#### 13 квітня
Зафіксовано 2 артилерійські вибухи.

#### 16 квітня
Есманьська громада: був артобстріл (2 вибухи).

#### 20 квітня
Есманьська громада: зафіксовано обстріли з мінометів (14 вибухів), артилерії (5 вибухів), РСЗВ (8 вибухів) та обстріл з FPV-дрону (1 вибух).

#### 21 квітня
Найбільша кількість обстрілів із різних видів зброї була в таких громадах: Білопільській (44 вибухи), Есманьській (28 вибухів), Середино-Будській (28), Миколаївській (24 вибухи).

#### 23 квітня
Зафіксовано обстріли з мінометів (25 вибухів), та артилерії (4 вибухи).

#### 28 квітня
14 мін скинув ворог на території громади.

#### 29 квітня
Здійснено артилерійський обстріл (12 вибухів).

#### 30 квітня
Зафіксовано обстріли зі ствольної артилерії (3 вибухи).

#### 1 травня
Відбулася атака FPV-дронів (6 вибухів).

#### 2 травня
Зафіксовано обстріл з міномету (2 вибухи).

#### 3 травня
Зафіксовано артилерійський обстріл громади (7 вибухів).

#### 4 травня
По Есманьській громаді ворог бив з мінометів (14 вибухів) та ствольної артилерії (11 вибухів).

#### 5 травня
По громаді здійснено мінометний обстріл (2 вибухи).

#### 8 травня
росіяни здійснили 3 обстріли прикордонних територій та населених пунктів Сумської області. Зафіксовано 12 вибухів з мінометів. Обстрілів зазнали Білопільська (4 вибухи) та Есманьська (8 вибухів) громади. Здійснено обстріли з артилерії (5 вибухів), кумеметний обстріл.

#### 9 травня
Есманьська громада: зафіксовано атаки FPV дронів (3 вибухи), артилерійські обстріли (11 вибухів), обстріл з мінометів (2 вибухи).

#### 10 травня

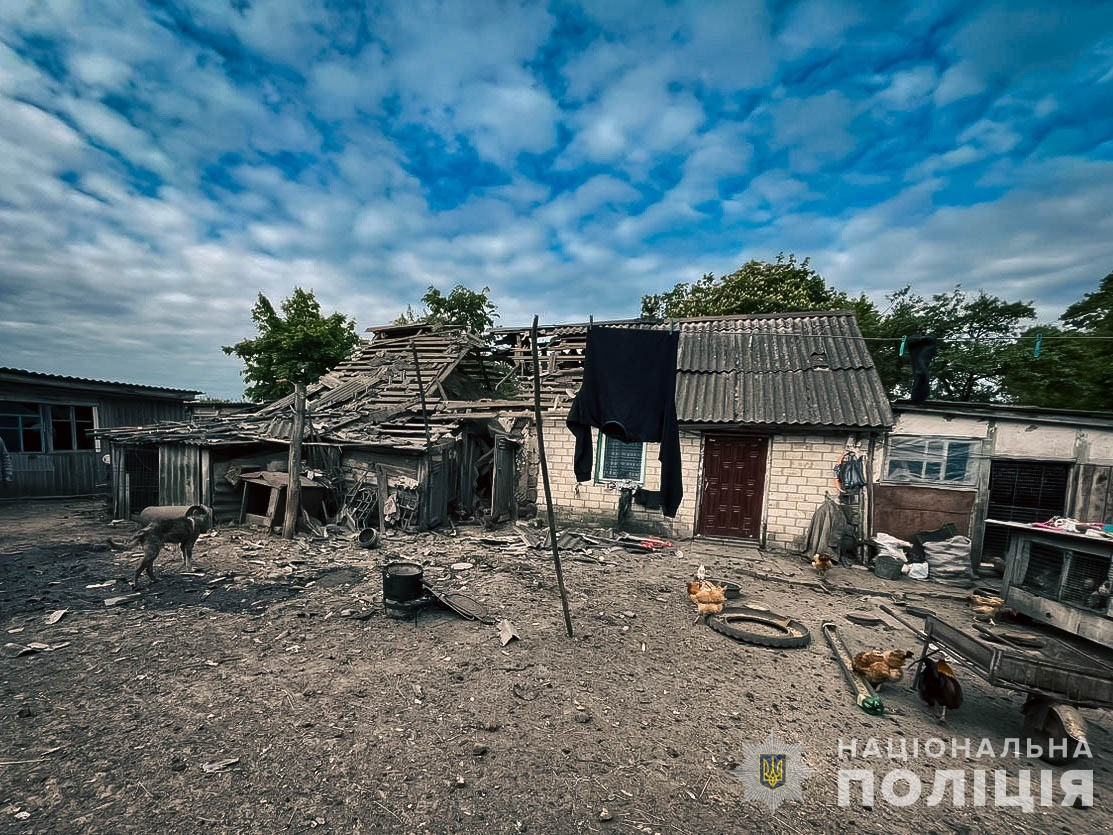
Подвір'я, де загинула 64-річна жінка, а її 17-річна онука отримала поранення

Починаючи з 07:10 окупанти протягом години з артилерії (21 вибух) обстрілювали цивільну інфраструктуру Есманьської громади Шосткинського району. Внаслідок атаки ворога загинула 64-річна жінка, її 17-річна онука отримала поранення. Постраждалій надано необхідну медичну допомогу.

#### 11 травня
Ворог вдарив по території громади  з мінометів (6 вибухів) та артилерії (14 вибухів).

#### 12 травня
Здійснено удар FPV дроном (1 вибух), обстріли з мінометів (9 вибухів).

#### 13 травня
Був мінометний обстріл (4 вибухи).

#### 14 травня
Зафіксовано обстріли громади з мінометів (22 вибухи) та ствольної артилерії (3 вибухи).

#### 15 травня
Застосовуючи заборонені міжнародним правом методи ведення війни, окупанти з 9 ранку протягом години з артилерії обстрілювали цивільну інфраструктуру Есманьської громади Шосткинського району. Унаслідок атаки ворога загинула 60-річна жінка, пошкоджено щонайменше 4 приватні будинки.За процесуального керівництва Шосткинської окружної прокуратури проводиться досудове розслідування за фактом порушення законів та звичаїв війни, поєднані з умисними вбивством (ч. 2 ст. 438 КК України).

#### 16 травня
"Протягом дня росіяни здійснили 32 обстріли прикордонних територій та населених пунктів Сумської області. Зафіксовано 166 вибухів. Обстрілу зазнали Білопільська, Краснопільська, Великописарівська, Новослобідська, Глухівська, Есманьська, Шалигинська, Дружбівська, Середино-Будська, Зноб-Новгородська громади", - ідеться в повідомленні Сумської ОВА.

#### 17 травня
"Протягом дня росіяни здійснили 44 обстріли прикордонних територій і населених пунктів Сумської області. Зафіксовано 183 вибухи. Обстрілу зазнали Хотинська, Юнаківська, Білопільська, Миропільська, Краснопільська, Великописарівська, Новослобідська, Есманьська, Шалигинська, Середино-Будська громади", - зазначається в повідомленні Сумської обласної військової адміністрації.

#### 18 травня
"Протягом дня росіяни здійснили 46 обстрілів прикордонних територій та населених пунктів Сумської області. Зафіксовано 284 вибухи. Обстрілу зазнали Миколаївська, Хотінська, Юнаківська, Білопільська, Краснопільська, Великописарівська, Новослобідська, Есманьська, Шалигинська, Середино-Будська громади", - йдеться в повідомленні Сумської обласної військової адміністрації.

#### 19 травня
"Уночі та вранці росіяни здійснили 9 обстрілів прикордонних територій та населених пунктів Сумської області. Зафіксовано 21 вибух. Обстрілу зазнали Хотінська, Юнаківська, Білопільська, Краснопільська, Есманьська та Серединно-Будська громади", - йдеться в повідомленні  Сумської обласної військової адміністрації.

#### 20 травня
Протягом дня російські війська здійснили 48 обстріли прикордонних територій та населених пунктів Сумської області. Зафіксовано 243 вибухи. Обстрілів зазнали Садівська, Миколаївська, Хотінська, Юнаківська, Білопільська, Краснопільська, Миропільська, Великописарівська, Путивльська, Есманьська, Шалигинська, Середино-Будська, Свеська, Зноб-Новгородська громади, повідомляє Сумської обласна військова адміністрація.

#### 21 травня
росіяни вдарили з РСЗВ «Град» (30 вибухів), артилерії (7 вибухів).

#### 23 травня
По громаді нанесено атаку за допомогою дрону типу «FPV» (1 вибух) та міномету (3 вибухи).

#### 24 травня
Завдано удару FPV дроном (1 вибух), мінометні обстріли (7 вибухів).

#### 25 травня
Завдано удару FPV дронами (3 вибухи).

#### 26 травня
4 міни скинули росіяни на територію громади. Також завдано  удару FPV дроном «Ланцет» (2 вибухи).

#### 27 травня
Був обстріл громади з мінометів (7 вибухів).

#### 28 травня
Був обстріл громади з артилерії (6 вибухів).

#### 29 травня
Зафіксовано мінометний обстріл громади (4 вибухи).

#### 30 травня
Був обстріл з мінометів (6 вибухів), завдано удар з використанням БпЛА (FPV-дрон) (1 вибух).

#### 1 червня
Зафіксовано мінометний обстріл по громаді (9 вибухів).

#### 2 червня
Зафіксовано мінометні обстріли (2 вибухи).

#### 4 червня
Був мінометний обстріл (4 вибухи).

#### 6 червня
Були мінометні обстріли громади. Зафіксовано 17 вибухів.

#### 7 червня
8 мін скинув ворог на територію громади вночі та зранку і здійснив атаку FPV дронами (2 вибухи). Вдень завдано атаку FPV дроном (1 вибух) та мінометні обстріли (2 вибухи).

#### 8 червня
Зафіксовано атаку FPV дроном (2 вибухи) та мінометні обстріли (4 вибухи).

#### 10 червня
Ворог вдарив з мінометів (6 вибухів) та завдав ударів дронами-камікадзе типу «FPV» (5 вибухів).

#### 12 червня
"Протягом дня росіяни здійснили 14 обстрілів прикордонних територій і населених пунктів Сумської області. Зафіксовано 41 вибух. Обстрілів зазнали Хотінська, Білопільська, Краснопільська, Великописарівська, Новослобідська, Есманьська громади", - ідеться в повідомленні.Сумської ОВА.

#### 14 червня

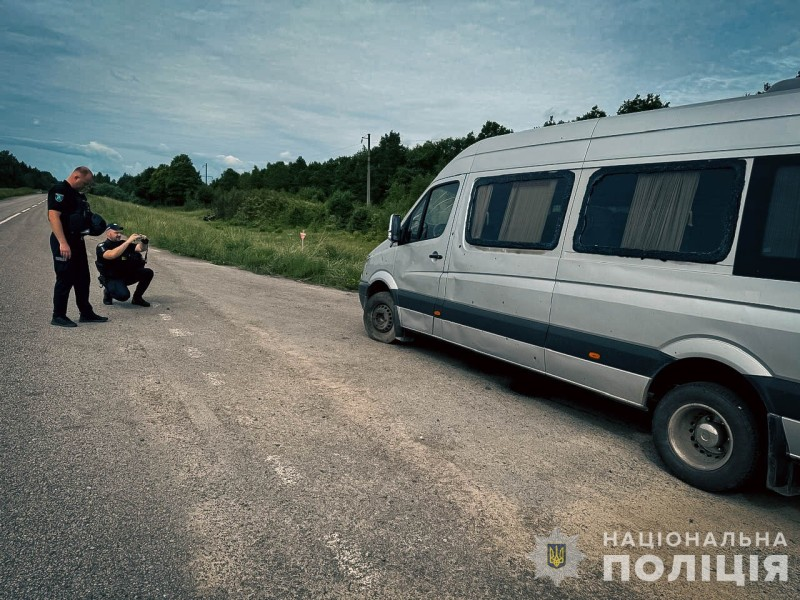
Атакований FPV-дрононом рф автобус, що перевозив людей

Уранці ворог застосував FPV-дрон, яким було атаковано автобус, що рухався по території Есманської громади. У транспортному засобі на той час перебували водій та 19 пасажирів. Унаслідок атаки ворога 62-річний цивільний чоловік, 51-річна та 53-річна жінки отримали поранення. За даним фактом відкрите кримінальне провадження за ст. 438 Кримінального кодексу України (Порушення законів та звичаїв війни).

#### 15 червня
"Протягом дня росіяни здійснили 12 обстрілів прикордонних територій і населених пунктів Сумської області. Зафіксовано 25 вибухів. Обстрілів зазнали Юнаківська, Білопільська, Миропільська, Краснопільська, Великописарівська, Есманьська, Середино-Будська громади", - йдеться в повідомленні Сумської обласної військової адміністрації.

#### 17 червня
Ворог бив по громаді з мінометів (3 вибухи) та здійснив атаку FPV дронів (4 вибухи).

#### 18 червня
По громаді завдано удари FPV-дронами (2 вибухи), здійснено мінометний обстріл (5 вибухів).

#### 19 червня
Зафіксовано обстріли зі ствольної артилерії (5 вибухів), мінометів (6 вибухів), удар FPV-дроном (1 вибух).

#### 21 червня
Зафіксовано удари FPV-дронів (5 вибухів), обстріли з мінометів (12 вибухів).

#### 22 червня
Зафіксовано обстріл зі стрілецької зброї, удар дрона-FPV (1 вибух), обстріли з мінометів (9 вибухів) та артилерії (14 вибухів).

#### 23 червня
Ворог бив з мінометів  (2 вибухи).

#### 24 червня
26 мін скинули росіяни на територію громади.

#### 25 червня
Здійснено обстріли громади з використанням FPV дронів (5 вибухів), мінометний обстріл (5 вибухів).

#### 26 червня
Здійснено обстріл з використанням FPV дрона (1 вибух), мінометний обстріл (2 вибухи), артобстріл (6 вибухів).

#### 28 червня
Ворог вдарив по громаді з мінометів (2 вибухи) та артилерії (2 вибухи).

#### 29 червня
Вранці 29 червня 2024 року росіяни з артилерії обстріляли селище Есмань із САУ. Внаслідок цього пошкоджені 4 житлові будинки. Один із них згорів, відновленню не підлягає. Удень ворог бив з артилерії (20 вибухів) та мінометів (16 вибухів).

#### 30 червня
Здійснено обстріл громади з використанням FPV дронів (6 вибухів), мінометні обстріли (12 вибухів).

#### 2 липня
На територію громади росіяни скинули 2 міни.

#### 3 липня
По громаді здійснено мінометні обстріли (12 вибухів).

#### 4 липня
Здійснено удар по громаді FPV дроном (1 вибух).

#### 6 липня
По громаді здійснено мінометні обстріли (5 вибухів).

#### 7 липня
Зафіксовано удари FPV дронів (9 вибухів), мінометний обстріл (5 вибухів).

#### 9 липня
Зафіксовано удари FPV-дронами (6 вибухів).

#### 10 липня
Зафіксовано удари FPV-дронами (3 вибухи), мінометні обстріли (14 вибухів).

#### 11 липня
2 міни скинули росіяни на територію громади. Також ворог наніс удар 1 FPV-дроном (1 вибух).

#### 13 липня
Ворог бив по громаді з мінометів (2 вибухи), здійснив удари FPV дронами (8 вибухів).

#### 14 липня
4 міни скинули росіяни на територію громади.

#### 16 липня
Зафіксовано обстріл громади з використанням 2 FPV-дронів (2 вибухи), мінометний обстріл (3 вибухи), артобстріл (2 вибухи).

#### 17 липня
Ворог бив по громаді з артилерії (3 вибухи). Також відбувся обстріл з використанням 2 FPV-дронів (2 вибухи).

#### 19 липня
3 міни скинув ворог на територію громади.

#### 20 липня
Зафіксовано мінометні обстріли громади (5 вибухів), обстріли з використанням FPV-дронів (7 вибухів).

#### 21 липня
Зафіксовано обстріли з використанням FPV-дронів (3 вибухи), мінометний обстріл (6 вибухів).

#### 22 липня
Зафіксовано артобстріл (2 вибухи), мінометний обстріл (3 вибухи), обстріли FPV-дронами (7 вибухів).

#### 23 липня
По громаді нанесено  обстріли з використанням FPV-дронів (6 вибухів).

#### 24 липня
З території рф здійснено мінометні обстріли (24 вибухи), обстріли з використанням FPV дронів (28 вибухів).

#### 25 липня
По громаді завдано удар з використанням 1 FPV дрону (1 вибух).

#### 26 липня
З території рф здійснено обстріл громади з використанням FPV дронів, зокрема, по с. Сопич (5 вибухів) та с. Бачівськ (4 вибухи).

#### 27 липня
По селам громади, за інформацією ОК "Північ", ворог бив із мінометів 120 мм. Зокрема, 6 вибухів у с. Сидорівка та  5 вибухів унаслідок двох обстрілів Бачівська.

#### 28 липня
росіяни вдарили по селам громади: по Бачівську було 4 вибухи (ймовірно міномет 120 мм). По Улановому били зі ствольної артилерії 122 мм (3 вибухи).

#### 29 липня
За інформацією ОК "Північ", ворог обстріляв два села із ствольної артилерії 152 мм: Вільна Слобода (8 вибухів), Бачівськ (2 вибухи).

#### 30 липня
Зафіксовано обстріл ворога з 120-мм мінометів (2 вибухи по прикордонному селу Сопич), атаку FPV дронами (1 вибух - по с. Сидорівка).

#### 1 серпня
Ворог завдав удару по с. Сопич FPV дронами (2 вибухи). За інформацією ОК "Північ" у результаті обстрілу отримала поранення 1 цивільна особа та пошкоджено приватний будинок.

#### 2 серпня
Ворог обстріляв три села громади. 6 вибухів, ймовірно, з 120-мм міномета 120 мм були по с. Біла Береза. Також ФПВ-дронів стріляли по Кучерівці та Студенку (по 1 вибуху).

#### 3 серпня
13 мін з 82-мм міномету скинули росіяни на територію с. Сидорівка. Також зафіксовано, за інформацією ОК "Північ", два обстріли цього ж села FPV дронами (2 вибухи).

#### 4 серпня
20 мін скинули росіяни із 120-мм міномету на територію с. Бачівськ в результаті трьох обстрілів.

#### 5 серпня
Ворог обстріляв шість сіл громади. Найбільше, 11 мін скинули з 120-мм міномета по с. Сидорівка. Також обстріляли з 120-мм мінометів такі села, як Бобилівка (2 вибухи), Сопич (1 вибух), а також двічі - Бачівськ (4 вибухи). Також було зафіксовано удари FPV-дронами - двічі по Студенку (3 вибухи) та раз по Вільній Слободі (1 вибух).

#### 6 серпня
Ворог бив по селам із 120-мм мінометів: 5 обстрілів (18 вибухів) по Бачівську та по одному обстрілу в напрямку Білої Берези (5 вибухів), Товстодубового (2 вибухи), а також Студенка (1 вибух). Крім того з рф було завдано удару FPV-дроном (1 вибух) по с. Студенок.

#### 7 серпня
Ворог бив з 120-мм мінометів (4 вибухи) по Кучерівці.

#### 8 серпня
Ворог скидав міни на територію двох сіл громади. В результаті 7 обстрілів з 120-мм міномету по с. Бачівську було скинуто 29 мін. У результаті цих обстрілів росіяни пошкодили ЛЕП.. Також 6 мін скинули на с. Кучерівка з 82-мм міномету.

#### 9 серпня
росіяни здійснили авіаудар КАБом по с. Кучерівці (по Глухівщині - 12 бомб). За словами начальника Сумської ОВА Володимира Артюха протягом 9 серпня росіяни на Сумщині вперше використали нові бомби - універсальні міжвидові плануючі боєприпаси, певний гібрид між бомбою та ракетою: "Раніше це були прості КАБи, які планували й завдавали ударів по населених пунктах та об'єктах інфраструктури, зараз з'явилися нові плануючі боєприпаси. Вони такі ж, як і КАБи, але мають двигун. Ця бомба летить значно далі, у два рази, і точніше». Із 24 авіабомб, випущених вдень 9 серпня по території Сумської області нових бомб було – 11. Крім того, чотири міни ворог скинув з 120-мм міномета на с. Сопич, а також обстріляв с. Товстодубове, ймовірно, із ФПВ-дрона.

#### 10 серпня
Протягом доби ворог здійснив авіаудари однією ФАБ-500 з УМПК та КАБом по с. Комарівка  (по Глухівщині - 6 КАБів). Крім того, було здійснено обстріл трьох сіл громади з різного типу зброї. В результаті обстрілу з 82-мм міномету (2 вибухи) було пошкоджено два приватні будинки в с. Сопич. Унаслідок двох обстрілів із 120-мм міномета 13 вибухів було по с. Бачівську та 8 вибухів, ймовірно, зі 122-мм ствольної артилерії по с. Уланове.

#### 11 серпня
Ворог завдав по с. Кучерівка авіаудар КАБом (1 вибух) (загалом, по території Глухівщини з рф було вдарено 12 КАБами).

#### 12 серпня
Ворог випустив два снаряди по с. Мала Слобідка, ймовірно, зі 122-мм ствольної артилерії.

#### 13 серпня
15 мін скинув ворог на територію двох сіл громади. В результаті трьох з 82-мм міномету 7 вибухів було Кучерівці та 8 мін прилетіло у с. Бачівськ, ймовірно, з 120-мм міномету.

#### 14 серпня
Ворог завдав авіаудару КАБом (1 вибух), FPV дроном (1 вибух - по с. Студенок) та здійснив два обстріли з 82-мм мінометів (3 вибухи) по с. Фотовиж. Найбільше постраждало село Суходіл: 4 вибухи, ймовірно, зі 152-мм ствольної артилерії, а також 4 вибухи, ймовірно, зі 122-мм ствольної артилерії. В результаті обстрілу було пошкоджено приватний будинок.

#### 15 серпня
4 міни унаслідок двох обстрілів скинув ворог на територію с. Сопича, а також завдав ударів FPV дронами (4 вибухи).

#### 16 серпня
Унаслідок кількох заходів ворожа авіація з рф скинула 9 КАБів (загалом на територію колишньої Глухівщини ворог скинув 15 КАБів із 21 - по області) по трьом селам громади: 4 - по Вільній Слободі, три - по Пустогороду й дві - по Кучерівці. Крім того росіяни скинули по трьом селам 12 мін: з 120-мм міномету по Бачівську (6 вибухів) й по Фотовижу - 2 обстріли (10 вибухів). Також ворог обстріляв Бачівськ (7 вибухів), ймовірно із РСЗВ.

#### 17 серпня
Ворог завдав авіаудару КАБ (3 вибухи) по селищу Есмань. У результаті обстрілу було пошкоджено 5 приватних будинків. Крім того, з рф по центру громади запустили  ФПВ-дрони (2 вибухи), як і по Студенку (3 вибухи). Зі 122-мм ствольної артилерії було 2 удари по Пустогороду. Також російські військові вдарили з 120-мм мінометів - по Фотовижу (6 вибухів) та Бачівську (2 вибухи).

#### 18 серпня
По с. Кучерівка було завдано удару FPV дроном (1 вибух).

#### 19 серпня
Зафіксовано ворожий авіаудар трьома КАБами по с. Вільна Слобода. В результаті цього обстрілу поранено цивільну особу та пошкоджено 7 приватних будинків. У прикордонному Сопичі російські війська скинули вибухові пристрої (ВОГ) з БпЛА (4 вибухи), унаслідок чого поранено 2 цивільні особи, а також, було пошкоджено автомобіль та 2 приватні будинки. Із 120-мм мінометрів обстрілювали Уланове та Бачівськ (по 2 вибухи). Крім того, був 1 вибух, ймовірно ФПВ-дрона, в с. Уланове.

#### 20 серпня
Відбулося скидання вибухових пристроїв (ВОГ) з БпЛА (12 вибухів) по с. Сопич.

#### 21 серпня
6 мін скинув ворог по с. Сопич унаслідок двох обстрілів з 120-мм міномету. Також був обстріл FPV-дронами по Есмані та Сопичу (по 1 вибуху).

#### 22 серпня

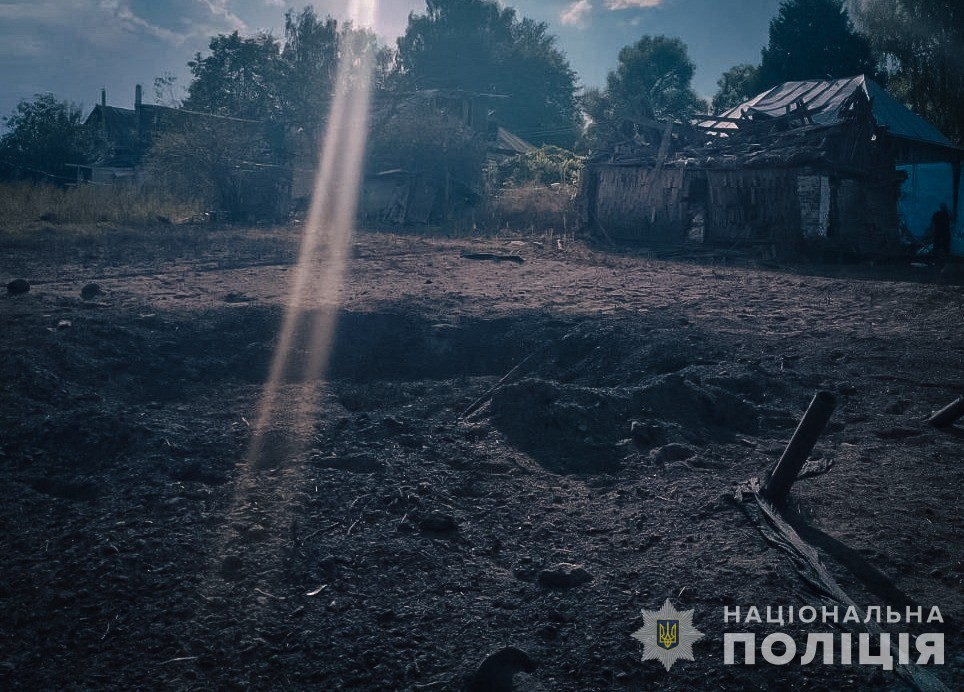
Город, де загинули чоловіки від обстрілу з рф

Протягом доби Есманська громада постраждала від ворожих обстрілів з рф. Зокрема, станом на 05.00 23 серпня 2024 року, за інформацією ОК "Північ", по громаді здійснено авіаудари 11 КАБами, обстріли FPV-дронами (7 вибухів), мінометні обстріли (18 вибухів). Унаслідок обстрілу FPV-дроном приблизно о 12:00 у прикордонному селі Сопич загинуло 2 цивільні чоловіки 1950 та 1957 років народження, дружина одного з них отримала поранення. Люди перебували на власному городі та копали картоплю. Також постраждала Вільна Слобода – 3 вибухи, ймовірно КАБ; 3 обстріли: 3 вибухи, ймовірно ФПВ-дрон. В результаті обстрілу пошкоджено об’єкт критичної інфраструктури та приватний будинок. Двічі стріляли з рф по с. Товстодубове (5 вибухів, ймовірно, також КАБ). З міномета 120 мм стріляли по Сидорівці (10 вибухів), Бачівську (6 вибухів) та Кореньку (2 вибухи). Один раз, ймовірно ФПВ-дроном, ударили по Суходолу.

### 23 серпня
У результаті обстрілу центральної частини селища Есмань російськими військовими увечері було пошкоджено приміщення селищного Будинку культури, пожежної частини та селищної ради, а також приватний будинок, два 2-поверхових будинки та господарські приміщення. 120-мм мінометами обстрілювали Сопич (3 вибухи) та Бачівськ (1 вибух). Ворог ФПВ-дронами обстрілював Суходіл (4 вибухи) та Білу Березу (1 вибух).

### 24 серпня
Вранці поблизу Вільної Слободи загинуло сімейне подружжя. Під час руху машину людей атакував ворожий дрон. За інформацією голови Есманської громади Сергія Мінакова, Олександр (1988 р.н.) та Наталія Дегтярьови (1990 р.н.) на автівці перевозили меблі з Сопича. Раніше вони евакуювали дітей до сестри у Глухів, а самі повернулися за речами додому.
Також ворог бив з мінометів (7 вибухів), здійснив авіаудар (КАБ) (1 вибух).

### 25 серпня
По громаді здійснено авіаудари (КАБ) (14 вибухів), мінометний обстріл (3 вибухи), обстріл FPV-дронами (8 вибухів).

### 26 серпня
Здійснено мінометний обстріл громади (4 вибухи), авіаудар КАБ (19 вибухів), атаку FPV-дроном (16 вибухів).

### 27 серпня
Ворог бив з міномета (7 вибухів) та здійснив авіаудар КАБ (2 вибухи). Вночі 27 серпня росіяни атакували дроном комунальний заклад "Есманьський будинок культури". За словами голова Есманьської селищної громади Сергія Мінакоа від ворожого удару згодом на місці влучання зайнялася пожежа. Постраждалих внаслідок атаки не було.

### 28 серпня
Ворог здійснив по громаді авіаудар КАБ (4 вибухи), бив з міномета (9 вибухів), здійснив танковий обстріл (10 вибухів), атакував FPV-дронами (11 вибухів).

### 29 серпня
Ворог бив з міномета (5 вибухів), артилерії (7 вибухів), здійснив авіаудар КАБ (2 вибухи), атакував FPV-дроном (1 вибух).

### 30 серпня
Ворог бив по громаді з міномета (45 вибухів), РСЗВ (13 вибухів), атакував FPV-дроном (6 вибухів).

### 1 вересня
Зафіксовано мінометний обстріл (7 вибухів).

### 2 вересня
Здійснено мінометний обстріл громади (30 вибухів), артилерійський обстріл (5 вибухів), атаку FPV-дроном (9 вибухів), скидання з БПЛА вибухових пристроїв (2 вибухи).

### 8 вересня
За інформацією ОК "Північ" ворог скинув КАБ на с. Пустогород. По прикордонних селах Бобилівка та Біла Береза ворог скинув по три міни із 120-мм міномету. Із 122-мм ствольної артилерії армії рф обстріляла двічі село Вільна Слобода та двічі - село Бачівськ із 152-мм ствольної артилерії. Також по Бачевську було із ФПВ-дрону.